# ガスマントル

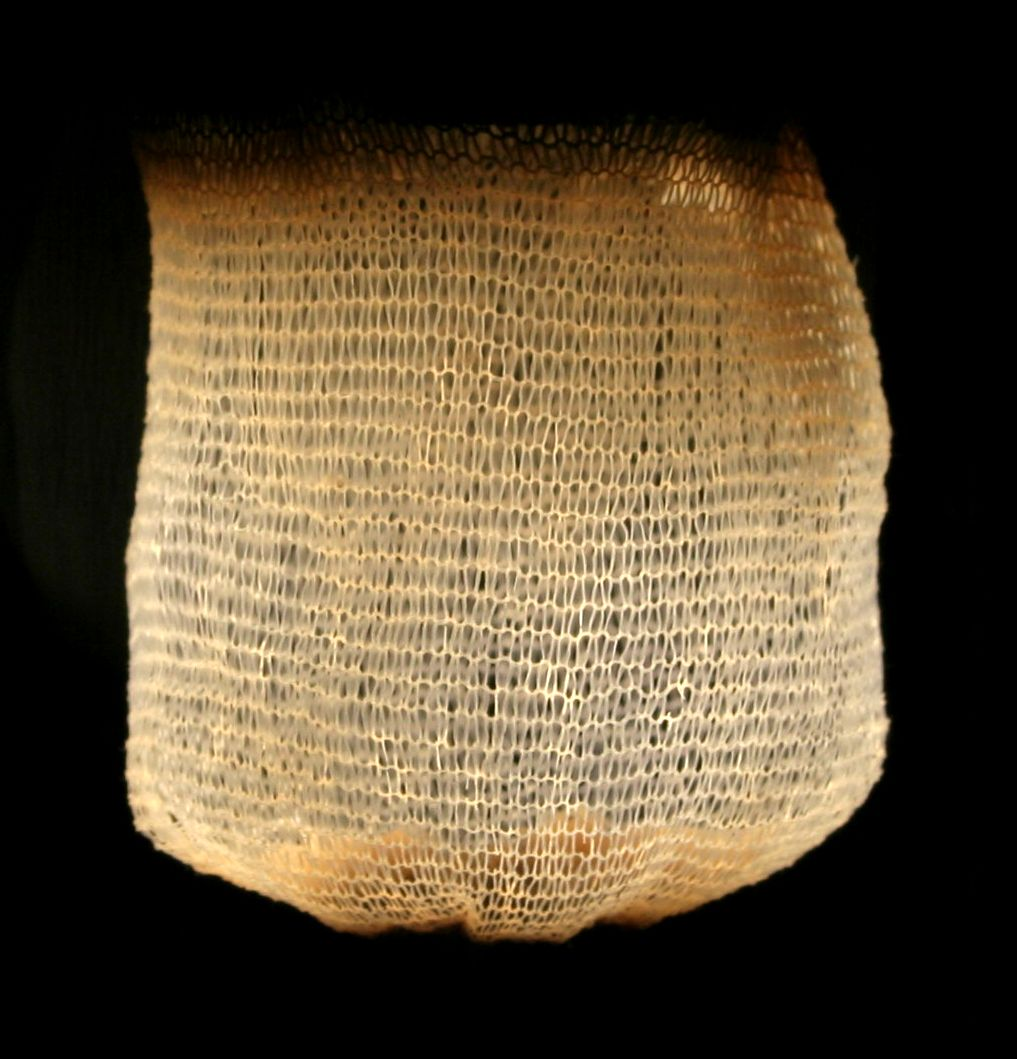
最大光度で光っているコールマンのホワイトガソリンを使ったランタンのマントル

ガスマントル（英: gas mantle）は炎にさらされたときに明るい白熱光を出すための器具である。白熱ガスマントル（はくねつガスマントル）、ヴェルスバッハマントル（英: Welsbach mantle）とも。
名前はヨーロッパや北アメリカで19世紀に街路中にあったガス灯のもともとの熱源を指し、マントルは炎の上へのつるされ方を指している（訳注: mantleは英語で覆いという意味）。持ち運び用のキャンプ用ランタンや加圧式の石油ランタン、一部のオイルランプで今も使われている。
ガスマントルは一般的に布製品として売られ、金属硝酸塩が染み込ませてあり、最初に使うときに熱せられると目が細かくもろい金属酸化物のメッシュになる。炎の熱はこの金属酸化物によって光になる。材料としては酸化トリウムが一般的に用いられていたが、放射性でありマントル製造従事者の安全性への懸念をもたらした。だが通常の使用でもたらされる健康リスクは最小限にとどまる。

## 仕組み

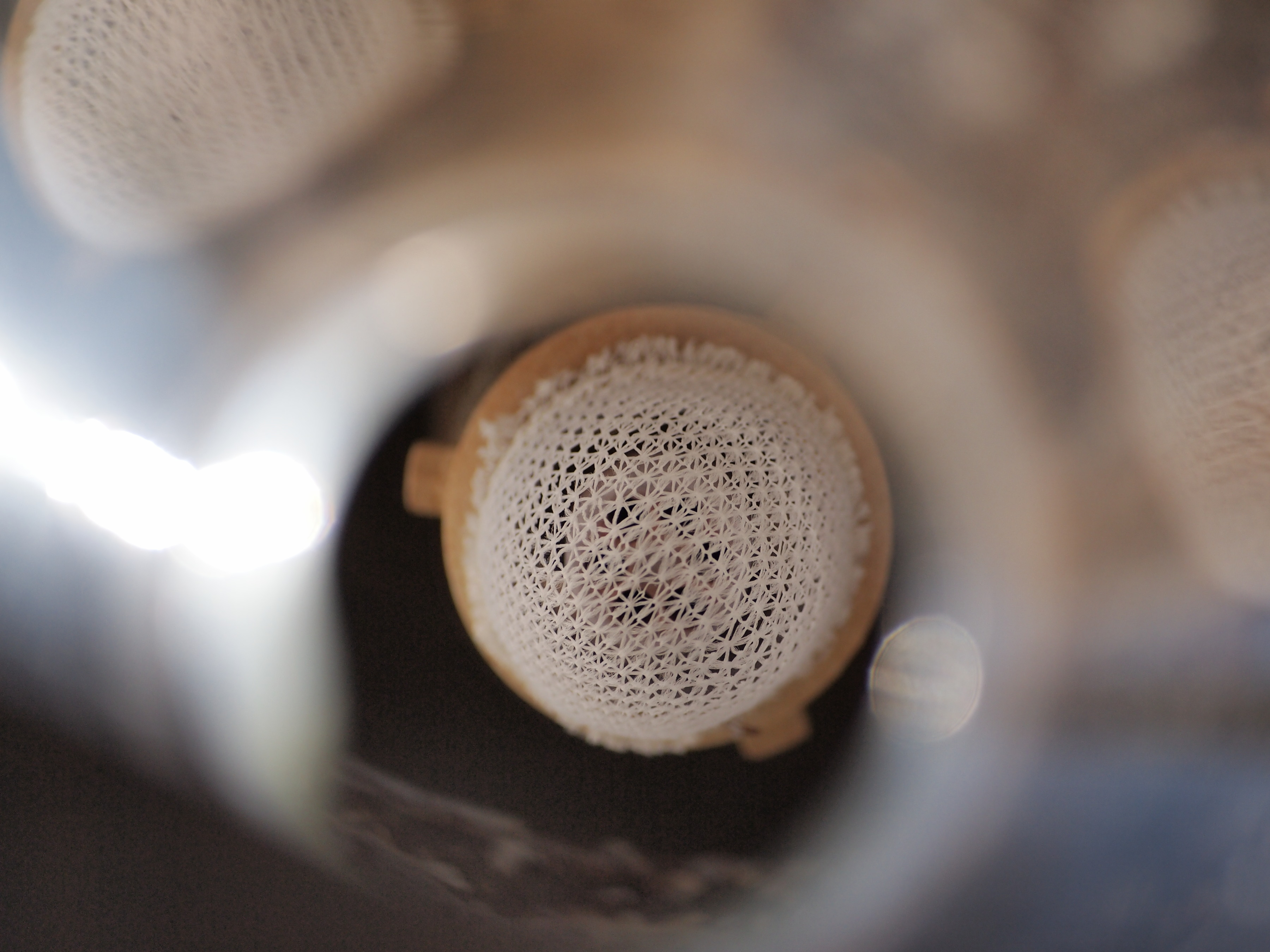
街灯のガスマントル（点火していない）

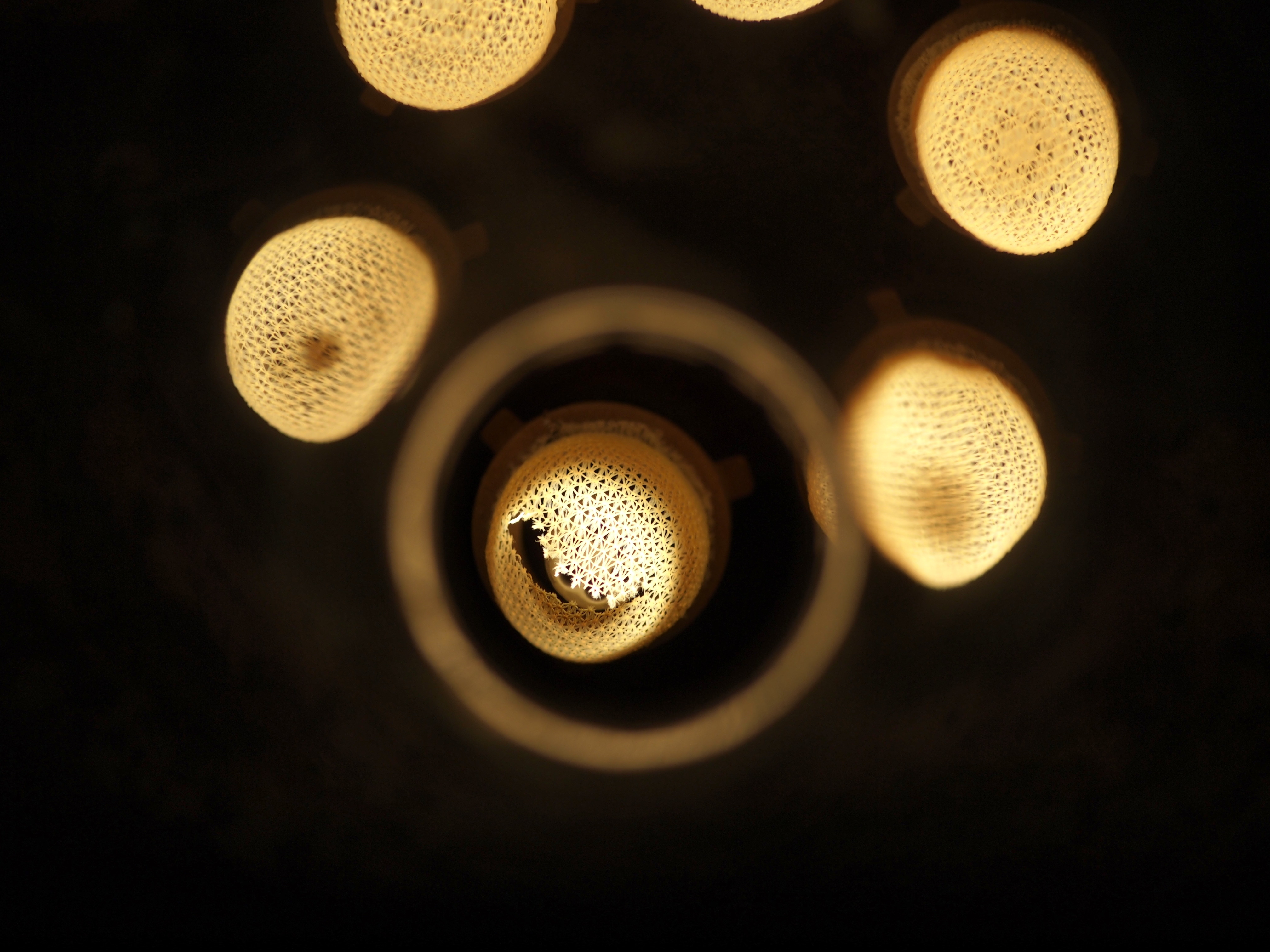
点火したガスマントル。一番下に見えるマントルが半壊していて光が暗くなっている。

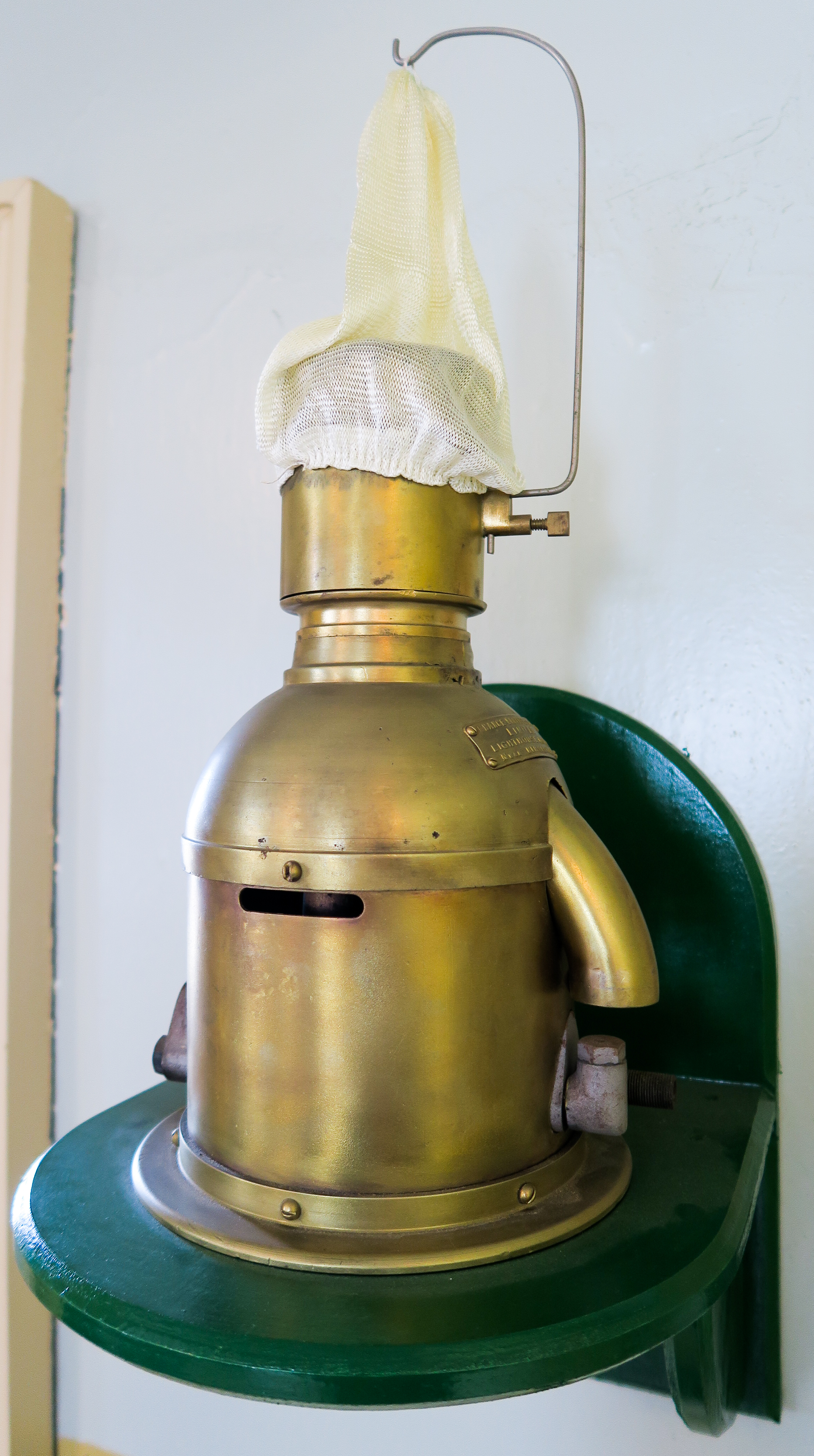
1976年までサンボロー岬灯台の光源に使われていたChance Brothersの85ミリ白熱石油ガス設備。1914年頃の作成。燃料は気化したパラフィンオイルで、気化装置はアルコールバーナーで加熱された。発光時、気化装置を高温に保ち燃料の気化状態を維持するため気化燃料の一部はブンゼンバーナーに分配された。管理人はほぼ1時間ごとに気蓄器に空気を入れ、その圧力によってパラフィンオイル入れから燃料がランプに送られた。白い靴下のようなものは未使用のマントルである。

マントルはおおむね梨の形をした、絹糸やカラムシによる人工絹糸、レーヨンでできた布製の袋である。希土類の金属塩が繊維にしみこまされている。炎にマントルがかざされると繊維は燃えてなくなり、金属塩は固形酸化物になりもとの布製の袋の形にもろいセラミックの外枠ができる。マントルは可視光で明るく光るが赤外線はほとんど出さない。希土類酸化物（セリウム）やアクチノイド（トリウム）は（通常の黒体と比べて）赤外線の放射率が低いが可視光線の放射率が高い。燃焼生成物が熱平衡に達する前に光を放射することである強熱発光により光の放射が強くなる根拠もある。こうした性質が組み合わされることによってマントルはケロシンや液化石油ガスの炎にあてられるとほとんどを可視光として強い放射をして、また不要な赤外線に使われるエネルギーは比較的少なく発光効率が高い。
マントルは炎を小さく保ち燃料流量率がただのランプより高いようにマントルの中に炎をおさめることにより燃焼効率がよくなる。マントルの中だけで燃焼させることで炎からマントルへの熱移動の効率がよくなる。布素材がすべて燃え尽きるとマントルは縮んで、最初に使った後はとてももろくなる。

## 歴史
何世紀もの間、人工の光は裸火により得られていた。ライムライトが1820年代に発明されたが、黒体放射だけで可視光をつくるのに必要な温度は小さな照明に実際に使用するには高すぎた。
今のガスマントルは1880年代に希土類元素を研究した化学者でありロベルト・ブンゼンの生徒だったカール・ヴェルスバッハによる多くの発明の中の一つである。最初の取り組みでは「Actinophor」とよんで1885年に特許を取った組み合わせである酸化マグネシウムを60 %、酸化ランタンを20 %、酸化イットリウムを20 %の組み合わせを使った。このもともとのマントルは緑がかった光を放って、あまり成功はしなかった。アッツガースドルフに1887年に工場をカール・ヴェルスバッハの最初の会社が設立されたが、1889年に閉鎖した。1890年にはトリウムがマグネシウムより優れていることがわかり、1891年には、はるかに白い光を放ちまたより強いマントルをつくれる組み合わせである酸化トリウムを99 %、酸化セリウムを1 %の組み合わせを完成させた。1892年に商業的にこの新しいマントルが導入されるとヨーロッパ中に瞬く間に普及した。1900年代初期に電灯が広く普及するまで街灯の主要な役目をガスマントルは果たした。

## 製造

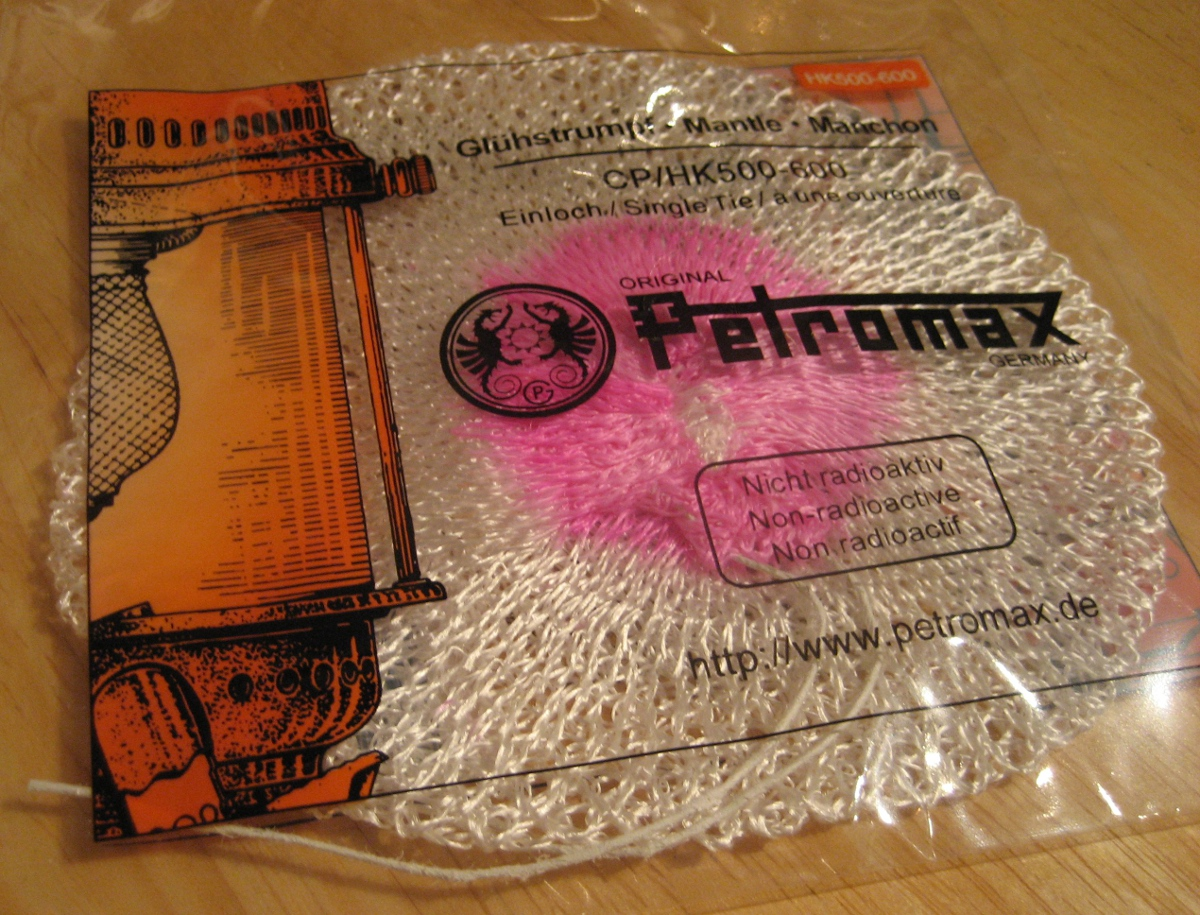
未使用の平たく包装された状態のマントル

マントルをつくるには、木綿を織るか編むかして網袋にして、選んだ金属の可溶性の硝酸塩をしみこませて、熱を加える。木綿は燃え尽きて硝酸塩は亜硝酸塩になって固形の網状になるように結合しあう。加熱を続けるにつれて、亜硝酸塩は最後には極めて融点の高い固形酸化物のもろいメッシュに分解される。
酸化物による構造物は壊れやすすぎて容易には運搬できないため、初期のマントルは熱を加えていないメッシュの状態で販売された。最初に使うときに木綿が燃えてなくなりマントルは機能する形になった。酸性の金属硝酸塩の腐食性により木綿は急速に腐食してしまうため、未使用のマントルは長期間保管できなかった。この問題は後にマントルをアンモニア水溶液に浸して過剰な酸を無効化することにより対処された。
とても細い糸が得られるため後になると普通の木綿よりニトロセルロースやコロジオンからマントルがつくられたが、ニトロセルロースはとても燃えやすく爆発性であるため最初に使う前に硫化水素アンモニウムに浸してセルロースに戻さなければいけなかった。後に、コロジオンの溶液につけて、マントルを最初に使う際に燃えてなくなるような薄い層で表面をカバーすることで木綿製のマントルは十分な強度が得られることが分かった。
ランプに合わせるためにしばるための固定用の糸がマントルについている。発がん性により禁止されるまで石綿の糸が使われていた。今のマントルではワイヤーやセラミック繊維の糸が使われている。

## 安全性への懸念

### トリウム
トリウムは放射性でありまた崩壊生成物の一種として放射性の気体であるラドン-220を生成する。さらに白熱させるために加熱されると特にラジウム-224といった内部にできた崩壊生成物がトリウムから放出される。半減期がとても短いが、トリウム-228から放射性崩壊してラジウムはすぐに補充されるため、白熱させるためにマントルを新たに加熱するたびに空気中にラジウム-224が流れ出す。マントルが屋内で使われているとこの副生成物を吸い込んでしまうかもしれず、アルファ放射体による内部被爆の毒性に関係する。トリウムの中間崩壊生成物にはラジウムやアクチニウムが含まれる。これによってトリウムを使ったマントルの安全性への懸念がある。使用に関する勧告が一部の核安全保障局（オーストラリア放射線防護・原子力安全庁）から出されている。
実際にマントルを摂取した場合2ミリシーベルト（200ミリレム）の放射線量を受ける。（訳注: 別の参考文献では1歳から5歳の子供が2.5ミリグラムのマントルの灰を摂取した時の実効線量は2ミリレムである。）しかしマントルの製造に関わっている人にとってはこの放射能は主な懸念になっていてまたもともと工場だった敷地の土に含まれていることで問題になっている。
トリウムを使ったガスマントルからの粒子が時間とともに「降下」して空気中に入り食べ物や飲み物で摂取するかもしれないことが懸念への潜在的な原因である。こうした粒子は吸入されて肺や肝臓に残り、長期間の被ばくを起こすかもしれない。マントルが力学的な衝撃によって砕けた際にトリウムを含んだちりが外に出ることも懸念される。
これらの問題が合わさって一部の国では一般的にイットリウム、時にはジルコニウムが比較的高価であったり効率がよくなかったりするが代替物として使われるようになった。安全性への懸念によりコールマンへの連邦裁判所への告訴（ワグナー対コールマン）がなされ、最初はこの懸念への注意書きをマントルに表示することで合意して、その後イットリウムを使うようにした。
許可の不要な原料や副産物の放射線医学による体系的評価に関した調査報告がアメリカ合衆国原子力規制委員会によって2001年6月に出され、それによると放射性ガスマントルは明示的にアメリカで合法である。